# Aldo Lusardi
Aldo Lusardi (Milano, 7 luglio 1905 – Hausien, 5 novembre 1935) è stato un militare italiano.

## Biografia
Aldo Lusardi nacque a Milano nel 1905 in una famiglia devotamente convinta del senso salvifico della Grande Guerra, che sin dalla giovinezza lo cresce con l'ideale della Patria. Ancora adolescente, aderisce al fascismo e si getta a capofitto nei progetti coloniali per la realizzazione dell'Impero.
Risiedendo la famiglia a Sondrio, si fa promotore di un comitato relativo alle problematiche inerenti al confine con la Svizzera in favore della regione dei Grigioni nel tentativo di annetterla all'Italia (rimasto poi senza successo). Già prima dello scoppio della Guerra d'Etiopia decide di arruolarsi come volontario nelle truppe coloniali col grado di sottotenente di fanteria, specialità alpini, e viene assegnato al 2º reggimento.
Nel frattempo frequenta l'università e nel 1931 si laurea in giurisprudenza all'Università degli Studi di Milano, iniziando ad esercitare la professione di avvocato nello studio del padre, addentrandosi parallelamente nella carriera politica nel comune di Bergamo.
Nel 1935, allo scoppio del conflitto in Africa, viene richiamato in servizio nell'Africa Orientale Italiana ed il 15 giugno di quello stesso anno sbarca al porto di Massaua con il XVI battaglione eritreo della 1ª compagnia. Promosso tenente il 31 ottobre 1935, il 5 novembre successivo viene colpito in mattinata nella Battaglia di Monte Gundi. Il suo corpo venne trasportato esanime al campo di Hausien, dove morì nel mezzogiorno. Venne insignito postumo della medaglia d'oro al valor militare. Nel 1939 gli venne dedicato il Forte al Montecchio Nord di Colico dal quale, nel 1945, i membri del C.L.N. spararono alcuni colpi che contribuirono a fermare la colonna tedesca che aveva, sino a poco prima, accompagnato Mussolini verso la Valtellina.